# Oskarshamns stad
Denna artikel handlar om den tidigare kommunen Oskarshamns stad. För orten se Oskarshamn, för dagens kommun, se Oskarshamns kommun.
Oskarshamns stad var en stad och kommun i Kalmar län.

## Administrativ historik
Enligt kungligt beslut den 2 augusti 1854 fick Döderhultsviks lydköping stadsrättigheter, dock med vissa krav att på egen bekostnad anskaffa rådstuga, fängelse, våghus, mätarhus, tullkammare och andra byggnader som skulle ligga i en stad. Efter dessa uppförts bildade köpingen, enligt kungligt beslut den 15 januari 1856 gällandes från och med den 1 maj samma år, en stapelstad vid namn Oskarshamn - uppkallad efter den dåvarande kungen Oskar I. Staden skildes dessutom i judiciellt hänseende från Stranda härad, med egen rådhusrätt och magistrat. Oskarshamn bildades som en av få nya städer under 1800-talet och var den sista enligt det gamla systemet med stadsprivilegier i Sverige. 
Bara några år senare inrättades den som kommun  då  Förordning om kommunalstyrelse i stad (SFS 1862:14) trädde i kraft den 1 januari 1863. Staden inkorporerade 1967 Misterhults landskommun, Döderhults landskommun och Kristdala landskommun. År 1971 ombildades staden till Oskarshamns kommun. 
Staden hade egen jurisdiktion med magistrat och rådhusrätt. Rådhusrätten drogs in 1964 och staden ingick därefter i Aspelands och Handbörds domsagas tingslag som 1968 namnändrades till Oskarshamns domsaga.
Stadsförsamlingen Oskarshamns församling utbröts ur Döderhults församling 1873.

### Sockenkod
För registrerade fornfynd med mera så återfinns staden inom ett område definierat av sockenkod 0855 som motsvarar den omfattning staden hade kring 1950.

## Stadsvapnet
Blasonering: Sköld fyrstyckad: 1. i blått fält hans Maj:t Konung Oskar I:s monogram av guld; 2. i fält av guld ett blått ankare; 3. i fält av guld en blå merkuriestav; 4. i blått fält ett ymnighetshorn av guld.
Sedan köpingen Döderhultsvik år 1856 blivit stad fick orten ett nytt namn efter den regerande konungen, vars monogram också infogades i stadsvapnet. I övrigt framställdes vapnet under åren i olika varianter tills det fastställdes 1942. Efter kommunbildningen registrerades vapnet för den nya kommunen i PRV år 1974.

## Geografi
Oskarshamns stad omfattade den 1 januari 1952 en areal av 21,39 km², varav 21,36 km² land.

### Tätorter i staden 1960
I Oskarshamns stad fanns tätorten Oskarshamn, som hade 10 731 invånare den 1 november 1960. Tätortsgraden i staden var då 84,1 procent.

## Politik

### Mandatfördelning i valen 1919–1966
| 2 | 8 | 8 | 12 |

| 28 |

| 2 | 9 | 7 | 12 |

| 25 | 5 |

|  | 11 | 7 | 11 |

| 28 |

| 2 | 12 | 6 | 10 |

| 29 |

|  | 15 | 4 | 10 |

| 29 |

|  | 17 | 3 | 9 |

| 29 |

| 21 | 2 | 7 |

| 27 |

|  | 19 | 2 | 8 |

| 27 |

| 3 | 17 | 3 | 7 |

| 26 |

| 26 | 6 | 8 |

| 36 |

| 24 | 7 | 9 |

| 34 | 6 |

| 25 | 5 | 10 |

| 35 |

|  | 25 |  | 6 | 7 |

| 34 | 6 |

| 3 | 24 | 6 | 7 |  | 9 |

| 45 |